# コピュラ (統計学)
コピュラ (英: copula) とは、統計学において多変数の累積分布関数とその周辺分布関数の関係を示す関数のことである。
確率変数の相関を表す指標として代表的なものに相関係数があるが、相関係数が 1 個の数値であるのに対してコピュラは関数であることから、確率変数の間のきわめて多様な依存関係を表すことができる。なお、名称はラテン語で相異なる物同士の「つなぎ」や「結び付き」を意味する名詞 copula（英: couple の語源）に由来する。この単語は元々音楽や言語学で使われていたが、統計学の用語として用いたのは、1959 年にスクラー (Abe Sklar) がパリ大学統計学会誌 (the Statistical Institute of the University of Paris) で発表したのが最初である。

## 定義
n 次元単位立方体 [0, 1]n から単位区間 [0, 1] への関数 C: [0, 1]n → [0, 1] が次の性質をもつとき、C を n 次元コピュラ（または n コピュラ）という。
- {\displaystyle \mathbf {u} \in [0,1]^{n}} のうち少なくとも 1 つの要素が 0 であるとき、すなわち u = (u1, ..., ui-1, 0, ui+1, ..., un); i = 1, 2, ..., n であるとき C(u) = 0

- {\displaystyle \mathbf {u} \in [0,1]^{n}} が 1 つの要素を除いてすべて 1 であるとき、すなわち u = (1, ..., 1, ui, 1, ..., 1); i = 1, 2, ..., n であるとき C(u) = ui

- C(u) は n-increasing である、すなわち n 次元単位立方体内の任意の直方体 {\displaystyle B=\times _{i=1}^{n}[x_{i},y_{i}]\subseteq [0,1]^{n}} について

{\displaystyle V_{C}\left(B\right)=\Delta _{x_{n}}^{y_{n}}\Delta _{x_{n-1}}^{y_{n-1}}\cdots \Delta _{x_{1}}^{y_{1}}C(\mathbf {t} )\geq 0}
ここで {\displaystyle \Delta _{x_{i}}^{y_{i}}C(\mathbf {t} )=C(t_{1},\ldots ,t_{i-1},y_{i},t_{i+1},\ldots ,t_{n})-C(t_{1},\ldots ,t_{i-1},x_{i},t_{i+1},\ldots ,t_{n})} である。

## スクラーの定理
スクラーの定理は 1959 年にスクラーが示したもので、コピュラに関する基本的な定理である。定理は次のとおり。
n 次元分布関数 H が1次元周辺分布関数 F1, F2, ..., Fn をもつとき、n 次元コピュラ C が存在して以下が成り立つ。
H(x1, x2, ..., xn) = C(F1(x1), F2(x2), ..., Fn(xn))
周辺分布関数 F1, F2, ..., Fn が連続であるとき、コピュラ C は一意に定まる。

## フレシェ-ヘフディング境界

### フレシェ-ヘフディング上界
次の式で与えられる M は フレシェ-ヘフディング上界 (Fréchet-Hoeffding upper bound) と呼ばれる。
{\displaystyle M(u_{1},\ldots ,u_{n})=\min _{1\leq j\leq n}u_{j}}
任意のコピュラ C および任意の {\displaystyle (u_{1},\ldots ,u_{n})\in [0,1]^{n}} に対して {\displaystyle M(u_{1},\ldots ,u_{n})\geq C(u_{1},\ldots ,u_{n})} であることから、M はコピュラの中で最大のものである。

### フレシェ-ヘフディング下界
次の式で与えられる W は フレシェ-ヘフディング下界 (Fréchet-Hoeffding lower bound) と呼ばれる。
{\displaystyle W(u_{1},\ldots ,u_{n})=\max \left\{\sum _{i=1}^{n}{u_{i}}+1-n,0\right\}}
任意のコピュラ C および任意の {\displaystyle (u_{1},\ldots ,u_{n})\in [0,1]^{n}} に対して {\displaystyle W(u_{1},\ldots ,u_{n})\leq C(u_{1},\ldots ,u_{n})} が成り立つ。ただし、W は 2 次元以外の場合にはコピュラではない。

## 代表的なコピュラ
以下に代表的なコピュラを示す。

### 積コピュラ
Π(u, v) = uv は積コピュラと呼ばれる。
確率変数 X と Y がそれぞれ確率分布関数 F および G に従い、また X と Y の結合分布関数を H とする。このときスクラーの定理によって H(x, y) = C(F(x), G(y)) をみたすコピュラ C が存在することとなるが、X と Y が互いに独立であることと、C = Π であることとは同値となる。この意味で積コピュラを独立コピュラと呼ぶこともある。

### アルキメデスコピュラ
ある関数 φ を用いて次のように表せるコピュラをアルキメデスコピュラ (Archimediean copula) という。
C(u, v) = φ-1(φ(u) + φ(v))
関数 φ は [0, 1] から {\displaystyle [0,\infty ]} への連続な単調減少関数であって φ(1) = 0 を満たすものである。この φ を ジェネレーター (generator) という。
上記の W や Π もアルキメデスコピュラである（ジェネレーターはそれぞれ 1 - t および - ln t）。なお、M はアルキメデスコピュラではない。

#### クレイトンコピュラ
{\displaystyle C(u,v)=\left[\max \left(u^{-\theta }+v^{-\theta }-1,0\right)\right]^{-1/\theta }}      ({\displaystyle -1\leq \theta <0} または {\displaystyle 0<\theta })
で表されるアルキメデスコピュラはクレイトン (Clayton) コピュラと呼ばれる。このコピュラのジェネレーターは {\displaystyle \varphi (t)={\frac {1}{\theta }}\left(t^{-\theta }-1\right)} である。
θ = 0 のときは積コピュラに、θ = -1 のときはフレシェ-ヘフディング下界になる。

#### グンベルコピュラ
{\displaystyle C(u,v)=\exp \left(-\left[(-\ln u)^{\theta }+(-\ln v)^{\theta }\right]^{1/\theta }\right)}      ({\displaystyle 1\leq \theta })
で表されるアルキメデスコピュラはグンベル (Gumbel) コピュラまたはガンベルコピュラと呼ばれる。このコピュラのジェネレーターは φ(t) = (- ln t)θ である。
θ = 1 のときは積コピュラとなる。

#### フランクコピュラ
{\displaystyle C(u,v)=-{\dfrac {1}{\theta }}\ln \left(1+{\frac {(e^{-\theta u}-1)(e^{-\theta v}-1)}{e^{-\theta }-1}}\right)}      ({\displaystyle \theta \neq 0})
で表されるアルキメデスコピュラはフランク (Frank) コピュラと呼ばれる。このコピュラのジェネレーターは {\displaystyle \varphi (t)=\ln \left({\frac {e^{\theta t}-1}{e^{\theta }-1}}\right)} である。
θ = 0 のときは積コピュラとなる。

### 正規コピュラ
ガウス・コピュラ、ガウス型コピュラ (英: Gaussian copula) ともいう。2000年にen:David X. Liが発表し、以後金融工学にて債務担保証券 (CDO) のリスク評価等に広く使われた。
確率変数 X, Y に対して相関行列 Σ を持つ 2 変数正規分布関数を Φ2(x, y; Σ) で表し、1 変数標準正規分布関数を Φ1(x) で表すものとする。このときスクラーの定理によって
Φ2(x, y; Σ) = C(Φ1(x), Φ1(y))
を満たすコピュラ C が存在する。このコピュラを正規コピュラという。
同様に t 分布から作られるコピュラを t コピュラという。

## コピュラの応用
コピュラの実務面への応用例としては、CDO の価格評価やリスク評価が挙げられる。CDO は複数の債務をまとめて証券化したものであるので、複数の債務がどのような確率でデフォルトを起こすかが問題となる。平常時においてはデフォルト確率の相関が低い債務であっても、景気悪化時には連鎖倒産などで相関が高まるといったことが考えられるため、1 個の相関係数では十分に価格やリスクを表せないことから、コピュラが用いられる。
コピュラはこのように、発生率の低い（すなわち分布関数の値が 0 または 1 に近い値を取る）部分で相関が高まるような場合（これをテール依存性という）での応用がしばしば考えられる。

### 批判
金融工学の世界では『悪魔の関数』また『粉飾の関数』と揶揄される。CDO（Collateralized Debt Obligation）の格付けやリスク評価に関して特に正規コピュラ（ガウス・コピュラ）が広く使われた。正規コピュラを用いる実務上の利点は、2者間の相関を調べる際に、過去に生じたリスク事象の統計分析等によらずに CDS の値動きだけに着目すれば良いことにあった。これによってリスク評価実務は大幅に簡略化され、証券化市場は劇的な拡大を見た。ところが、正規コピュラには予測不能性が織り込まれておらず、現実世界と乖離しうることから、これを無批判に応用したことが 21世紀初頭の金融恐慌（リーマン・ショック）とその後の証券化市場衰退を招いた原因の一つだとする説がある。